# Yessir Whatever
Yessir Whatever è una compilation del rapper statunitense Quasimoto, pubblicata il 18 giugno del 2013 e distribuita dalla Stones Throw Records. Metacritic gli assegna una valutazione di 71/100.
| Recensione    | Giudizio |
| ------------- | -------- |
| AllMusic      | [ 1 ]    |
| PopMatters    | [ 4 ]    |
| Pitchfork     | [ 5 ]    |
| Rolling Stone | [ 6 ]    |

## Tracce
Testi e musiche di Quasimoto.
1. Broad Factor – 2:45
2. Seasons Change – 2:51
3. The Front – 2:55
4. Youngblood – 1:39
5. Astronaut – 2:09
6. Planed Attack – 2:50
7. Brothers Can't See Me – 2:32
8. Catchin' the Vibe – 2:43
9. Am I Confused? – 2:53
10. Sparkdala (Original Version) – 3:30
11. Green Power (Original Version) – 2:42
12. LAX to JFK – 3:23

Durata totale: 32:52

## Classifiche

### Classifiche settimanali
| Classifica (2013)         | Posizione massima |
| ------------------------- | ----------------- |
| Stati Uniti               | 83                |
| US Independent Albums     | 19                |
| US Tastemaker Albums      | 14                |
| US Top Rap Albums         | 9                 |
| US Top R&B/Hip-Hop Albums | 13                |
| US Vinyl Albums           | 5                 |